# Canal 13 (Argentina)
Canal 13 (més conegut per la seva marca comercial com El Trece) és un canal de televisió oberta argentí que transmet des de la Ciutat de Buenos Aires. Va ser inaugurada l'1 d'octubre de 1960 i des de 1989 és propietat de l'empresa Arte Radiotelevisivo Argentino (Artear), integrant del Grupo Clarín. Compta amb el senyal El Trece Internacional.

## Història

### Primers anys
L'abril del 1958 el dictador Pedro Eugenio Aramburu (Decret Núm. 6287/58) va concedir a grups privats les llicències per a transmetre per Canal 13 i altres dos canals de la Capital Federal (canals 9 i 11).
La de Canal 13 fou adjudicada a l'empresa Río de la Plata TV, vinculada a la Unión Cívica Radical del Pueblo y varios propietarios de tierras. i diversos propietaris de terres. Amb la llicència adjudicada, Río de la Plata TV es va associar amb el consorci estatunidenc CBS-TimesLife, per a formar l'empresa Proartel, va quedar un 20% de les accions en poder de l'empresa argentina, i un 80% en poder de l'estatunidenca, malgrat que la llei prohibia que les llicències de televisió fossin adjudicades e empreses estrangeres. Com a president de la productora i director del canal fou nomenat Goar Mestre.
L'1 d'octubre de 1960 van començar les transmissions, la primera imatge que va emetre va ser el fons del Riu de la Plata amb la cara de «Telepibe», mascota del canal. Comptava amb molts programes de 30 minuts com La Nena, amb Marilina Ross i Viendo a Biondi amb Pepe Biondi, el de més audiència del canal. Buenas Tardes, Mucho Gusto, amb la producció de Pedro Muchnik i direcció d'Osías Wilensky, va ser un dels primers programes quan va començar el canal.
Comptava amb el programa Sábados Circulares (que havia començat en Canal 9 i va passar al 13 en 1963) conduït per Nicolás “Pipo” Mancera. El 3 de gener de 1966 va sortir a l'aire per primera vegada el noticiari Telenoche amb la conducció de Mónica Cahen D'Anvers i Andrés Percivale, escenografia d'Armando Sánchez i direcció de càmeres de Julio Cardoso.
Mestre va administrar canal 13 fins a l'1 d'agost de 1974 quan va ser intervingut pel govern d'Isabel Perón.

### Finalització de la llicència
Pel fet que la legalitat de la concessió de Canal 13 havia estat molt qüestionada, el president Arturo Illia (Decret Núm. 5490/65) i el dictador Alejandro Agustín Lanusse (Decret Núm. 6708/72), van fixar la data de venciment de les llicències per al 28 d'abril de 1973, en complir-se quinze anys de la seva adjudicació. Malgrat això, el govern de Lanusse no va posar en marxa cap tràmit per a adjudicar les noves llicències, raó per la qual els cinc canals van continuar en situació irregular durant més d'un any. A fi de regularitzar-los, el president interí Raúl Alberto Lastiri, per Decret Núm. 1761/73, va declarar que el termini de les llicències havia finalitzat. L'1 d'agost de 1974, l'Estat va reassumir la gestió dels cinc canals les llicències dels quals havien finalitzat en 1973, entre ells Canal 13. El projecte del govern de la presidenta Isabel Perón era apartar-se del model de grups privats amb finalitats de lucre establert per la dictadura, per a organitzar un model a l'estil europeu, amb forta presència de l'Estat i la societat civil, però la dictadura que va prendre el poder en 1976 va interrompre el procés.
Durant l'autodenominat Procés de Reorganització Nacional, -última dictadura militar, des de 1976 fins a 1983–, l'administració del canal va ser lliurada a l'Armada Argentina, condició mantinguda fins a 1983, quan va ser restituït l'ordre democràtic. No obstant això, va continuar sota l'administració estatal.

### Incendi
El 2 de juliol de 1980 a les 7 de la tarda, un incendi iniciat en el tercer pis de l'edifici, es va estendre a diferents parts del canal. La ràpida intervenció de 80 dotacions de bombers, va aconseguir posar fora de perill la continuïtat del canal. El sinistre no va causar víctimes, però sí quantiosos danys materials. L'endemà, les transmissions de Canal 13 degueren realitzar-se en estudis auxiliars, llogats pel canal, el programa Almorzando con Mirtha Legrand va sortir a l'aire al Restaurante La Rueda, a Cochabamba i Salta, a carrers del canal.
Un altre programa d'aquesta època va ser l'humorístic Hupumorpo.

### Reprivatització
El desembre de 1989, la licitació va ser guanyada per Arte Radiotelevisivo Argentino (Artear), societat propietària de la majoritària d'Arte Gráfico Editorial Argentino S.A (AGEA), editora del diari Clarín i que pertanyia al seu grup multimitjans. Artear havia estat fundada per Goar Mestre en 1989, per a participar del procés de licitació dels canals 11 i 13 de Buenos Aires (propietat de l'Estat Nacional); el 22 de desembre de 1989, es va adjudicar la llicència de LS 85 TV Canal Trece, de la que n'és propietària.
Juntament amb la llicència LS 85 TV l'empresa Artear va adquirir tots els béns i es va fer càrrec del personal que pertanyia a l'empresa Proartel S.A. (Producciones Argentinas de Televisión), antiga companyia de Goar Mestre i associats, operadora de Canal 13, estatitzada en 1973.

### Dècada de 1990
Des de llavors, la nova cadena es va posicionar com el segon en el audiència en Buenos Aires, competint contra Telefe. En els anys 1990, va aconseguir grans nivells d'audiència, gràcies als programes d'humor polític de Tato Bores, programes de contingut cultural com La Aventura del Hombre, les ficcions La Banda del Golden Rocket, Montaña Rusa i Gasoleros, el programa infantil El Agujerito Sin Fin i les sèries Poliladron i Campeones de la Vida.
Des de 1995, la cadena treballa associat a la productora independent Pol-ka Producciones, propietat de l'actor i productor Adrián Suar, qui en 2002 es va convertir en gerent de programació de l'emissora.
El 31 de desembre de 1999 es va realitzar al costat de diverses cadenes de TV mundial el Dia del Mil·lenni, la primera i única super producció mundial en alta definició. Canal 13 va transmetre una programació de 26 hores en la qual va retratar a més dels festejos mundials, l'arribada del nou mil·lenni al país des de diferents parts de l'Argentina com les Cascades de l'Iguaçú, la Glacera Perito Moreno i Ushuaia, vistes per milions de persones arreu del món.

### Dècada de 2000
En aquesta dècada, l'emissora es va mantenir en el segon lloc, a excepció de l'any 2005 per l'alta audiència que va produir l'arribada de Marcelo Tinelli a Canal 9. Els programes més reeixits de la primera meitat de la dècada van ser les telecomèdies El Sodero de mi Vida i Son Amores, les telenovel·les Soy Gitano, Floricienta i Padre Coraje, les sèries Culpables i Locas de Amor i el programa periodístic-humorístic CQC.
En 2005, va desembarcar Diego Armando Maradona, per a conduir el programa d'entreteniments La Noche del 10. Al desembre, Artear va comprar el 30% de les accions de la productora de Marcelo Tinelli, Ideas del Sur. En 2006, va augmentar la mitjana general d'audiència i va causar gran impacte l'arribada de Marcelo Tinelli i la seva productora Ideas del Sur (incloses totes les seves produccions). Tinelli condueix des de llavors Showmatch, programa en el qual té lloc la versió argentina Bailando por un sueño. També es van emetre els programes d'entreteniment Mañanas Informales i Cuestión de Peso i la telecomèdia Sos mi Vida.
En la temporada 2007-2008, es van emetre las telecomèdies Son de Fierro i Por Amor a Vos, les sèries Mujeres Asesinas, Amas de Casa Desesperadas i Socias, les telenovel·les Mujeres de Nadie, Patito Feo i el programa Éste es el Show. L'unitari Tratame Bien i Valientes formaren part de la gralla de programació de 2009; aquesta última va marcar el retorn del gènere al prime time de l'emissora.
A l'abril, i després de diversos intents fallits, va llançar el seu propi senyal internacional, la qual es retransmet en més de 20 països via televisió per cable i també per satèl·lit.
L'1 de desembre de 2008, amb el començament dels Premis Clarin, es va canviar de logo, i en els comercials, el nom comercial de Canal Trece va passar a ser El Trece. Amb aquest canvi, l'eslògan Estás en casa fou remogut ja que el canal pot ser vist a qualsevol lloc de Gran Buenos Aires. Tanmateix, alguns programes, com Mañanas Informales, es van mantenir a l'aire després del canvi de logo fins a finalitats d'aquest mes.
Entre el 24 i 26 de març i el 5 de maig de 2009, els senyals satèl·litals de Artear (entre les quals s'inclou El Trece Satelital) van sofrir estranyes interferències. Malgrat que legisladors opositors van apuntar al govern de Cristina Fernández de Kirchner per les anomalies, es va determinar que les interferències van sorgir des d'una radiotelevisora mexicana.

### Dècada de 2010
En 2010 i 2011, Canal 13 va aconseguir derrotar a Telefe i situar-se en el primer lloc de la mitjana general d'audiència, fet que no ocorria des de feia 20 anys. Va guanyar els últims 5 mesos del 2010 i els últims 8 mesos de 2011, impulsat en gran manera, per l'alt audiència de Showmatch, sumat al molt bon rendiment de Telenoche, les tires diàries Malparida, Los Únicos i Herederos de una Venganza, els unitaris Para vestir Santos i El Puntero, els programes d'entreteniment Sábado Show, La Cocina del Show i A Todo o Nada i la quarta temporada d' Éste es el Show. En 2012 l'emissora va tornar al 2° lloc, mantenint-se en aquest lloc fins a l'actualitat.
Durant la primera meitat d'aquesta dècada (2010-2014) els programes destacats van ser: les telenovel·les Malparida, Herederos de una Venganza, Los Únicos, Sos mi Hombre, Solamente Vos, Farsantes i Guapas, els unitaris Para vestir Santos, El Puntero i Tiempos Compulsivos, els programes d'entreteniment i actualitat Showmatch, Éste es el Show, Sábado Show, El Diario de Mariana, Periodismo Para Todos, A Todo o Nada i Los 8 Escalones, i els reality shows Soñando por Bailar, Soñando por Cantar i Cuestión de Peso. Amb aquesta programació, el canal es manté en 2° lloc durant 2012, 2013 i 2014.
Tinelli amb Showmatch es va mantenir com la principal figura del canal durant aquesta dècada. Va estar absent en 2013, que és quan decideix prendre's un any sabàtic després d'haver finalitzat el seu contracte amb Canal 13; en aquest any va estar a punt de passar-se a Telefe, enmig d'una operació encapçalada pel kirchnerisme a través de l'empresari Cristóbal López, per a perjudicar el Grupo Clarín. La figura del canal que més es va consolidar en el canal durant aquesta dècada va ser Guido Kaczka, qui va conduir programes com A Todo o Nada, Los 8 Escalones, Dar la Nota, La Mejor Elección, Hacelo feliz, Las Puertas i La Tribuna de Guido.
En març de 2014, després de 34 anys, la diva Mirtha Legrand va tornar a la pantalla de Canal 13 amb el seu programa Almorzando con Mirtha Legrand (que s'emet els diumenges a les 13:30) i La Noche de Mirtha (els dissabtes a les 22:00)
En 2015 el canal 13 va perdre l'any amb Telefe per 0.06 dècimes. No obstant això, va aconseguir alts nivells d'audiència amb Showmatch, Esperanza mía i Las mil y una noches, en el prime time. També, va obtenir bons resultats durant la tarda, amb els magazins El diario de Mariana i Este es el show. Va estrenar l'unitari Signos, protagonitzat per Julio Chávez, els programes d'entreteniment Dar la nota, La Mejor Elección i Lo que das conduïts per Guido Kaczka, Como anillo al dedo, conduït per Nicolás Vázquez, i el magazín La Mesa está Lista, amb la conducció de Germán Paoloski.
El 31 de gener de 2016, durant el migdia, es va produir un incendi a l'edifici d'Artear, a Constitución, on es troben els senyals. El mateix va obligar a l'evacuació total de les oficines, per la qual cosa al voltant de les 1:35pm, Canal 13 i TN i els altres canals de l'empresa van sortir de l'aire, fins i tot després d'estar emetent en viu. No va haver-hi ferits de gravetat, i l'origen de l'incendi es va donar en una habitació d'attrezzo, que hauria afectat alguns estudis i oficines dins de l'edifici. El canal tornà a l'aire a les 16:14, amb la transmissió des de Mar del Plata del programa Almorzando con Mirtha Legrand, interromput en viu. Tanmateix, als pocs minuts, el senyal es va tornar a caure, restablint-se més tard.
Quant a TN, el senyal va tornar a l'aire passades les 16.30, en una transmissió d'emergència des dels afores de l'edifici, així com el missatge que la Ministra de Seguretat nacional Patricia Bullrich va donar al lloc del sinistre.
Durant 2016 el canal va emetre es telenovel·les Los ricos no piden permiso i Esposa joven, l'unitari Silencios de familia, els programes d'entreteniment Pasapalabra, Como anillo al dedo, La mejor elección i MDQ para todo el mundo, els magazins Los ángeles de la mañana, Nosotros a la Mañana i El diario de Mariana i el programa periodístic Periodismo para todos (que va tornar malgrat el canvi de govern). El canal es va sumar a les transmissions de Fútbol para todos, gràcies al canvi de govern (durant el govern kirchnerista el canal no va poder transmetre els partits de FPT pel conflicte entre el kirchnerisme i el Grupo Clarín). Va finalitzar l'any en 2n lloc, amb 8,5 punts de ràting, a només quatre dècimes de Telefe.
En 2017, va finalitzar el dia 7 de febrer la sèrie turca Esposa joven, començant Medcezir. El 20 de febrer de 2017 va tornar Cuestión de Peso amb Fabián Doman.
El 23 de gener el canal havia estrenat la telenovel·la Quiero vivir a tu lado protagonitzada per Mike Amigorena, Paola Krum, i co-protagonitzada per Florencia Peña, i Alberto Ajaka, amb les participacions de Muriel Santa Ana, Jimena Barón, Gabriela Toscano i Carlos Belloso.
El 13 de març va estrenar Divina, está en tu corazón, per la mateixa actriu de Patito Feo. El 27 de març va canviar de gràfica i estètica del canal 13. El 15 de maig va tornar Tinelli amb Ideas del Sur - ShowMatch, Este es el show. El 27 de maig estrena Las Estrellas, protagonitzada per Natalie Pérez, Marcela Kloosterboer, Celeste Cid, Violeta Urtizberea i Justina Bustos. El juliol torna Periodismo para todos amb Jorge Lanata.
En 2018 el canal 13 estrena Simona, Mi hermano es un clon, Los especialistas del show, Ojos que no ven amb Andrea Politti. Es mantenen en pantalla Almorzando con Mirtha Legrand, Periodismo para todos i els d'entreteniment Pasapalabra i Showmatch.
En 2019 va estrenar Amores cruzados, para siempre, Corte y confección (Andrea Politti), Otra noche familiar, (Guido Kaczka) i Argentina, tierra de amor y venganza, a més d' El mundo del espectáculo, continuaran Los ángeles de la mañana, El diario de Mariana, Los especialistas del show, Pasapalabra, Periodismo para todos, Pasión por el fútbol, Carburando, Almorzando con Mirtha Legrand, La noche de Mirtha i Showmatch.

## Propietaris
- Goar Mestre (1960-1974)
- Estat Argentí (1974-1990)
- Grupo Clarín (1990-Present)